# Joanne Woodward
Pour les articles homonymes, voir Woodward.
Joanne Woodward, née le 27 février 1930 à Thomasville (États-Unis), est une actrice, productrice et réalisatrice américaine. En 1958, elle a remporté l'Oscar de la meilleure actrice pour Les Trois Visages d'Ève.

## Biographie

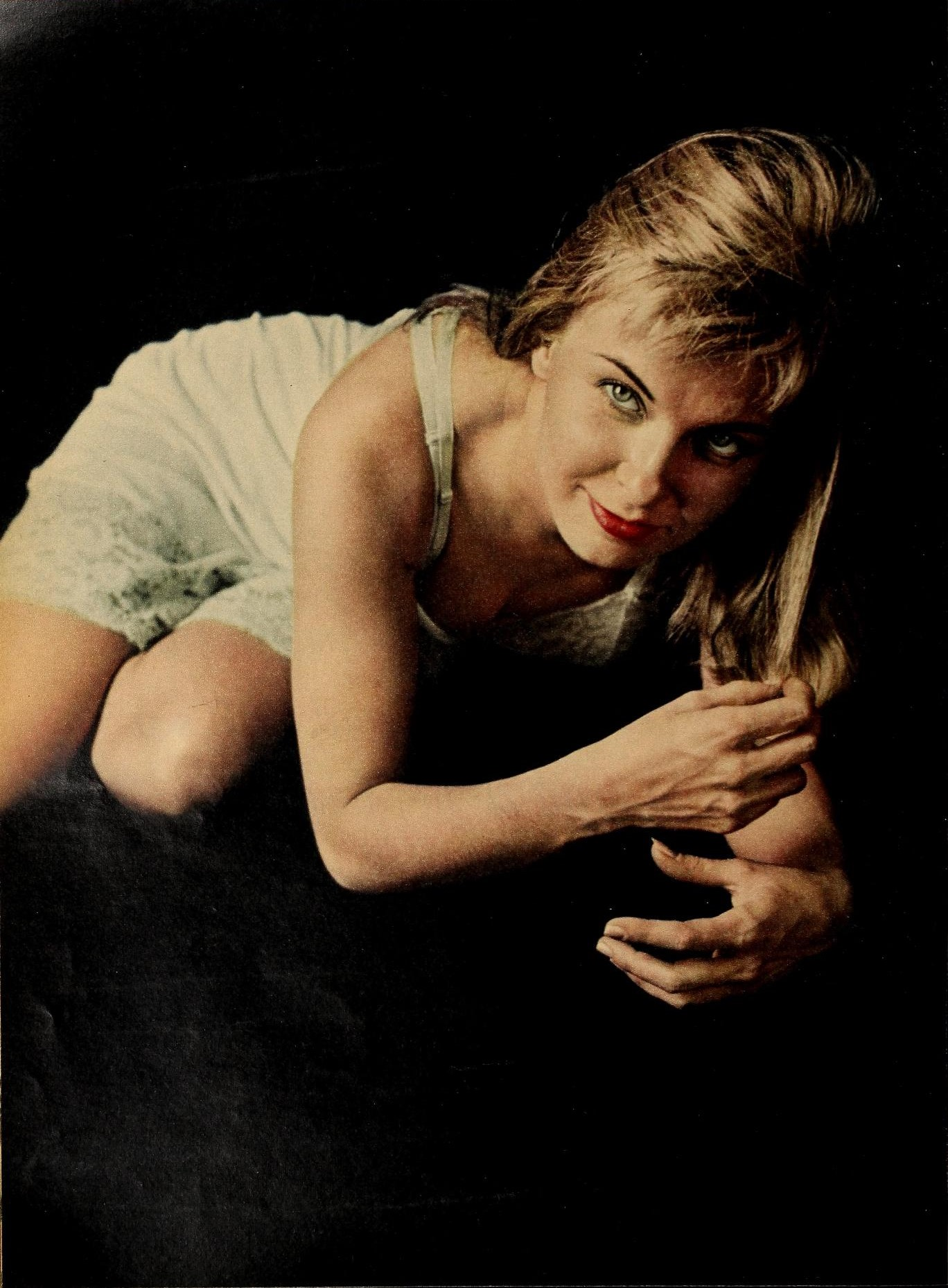
Joanne Woodward en1959.

### Débuts et formation
Intéressée par le théâtre dès le lycée, Joanne Woodward remporte plusieurs concours de beauté à l'adolescence puis intègre l'université d'État de Louisiane. Elle part finalement pour New York où elle suit des cours d'art dramatique avec Sanford Meisner puis à l'Actors Studio.

### Carrière
Woodward joue dans Picnic en 1953, sa première pièce à Broadway, aux côtés de Paul Newman, qui deviendra plus tard son époux.
En 1955, elle obtient son premier rôle au cinéma dans Count three and pray. En 1958, sa prestation dans le film Les Trois Visages d'Ève lui permet de décrocher l'Oscar de la meilleure actrice.
Elle travaille ensuite avec des cinéastes et acteurs prestigieux : Martin Ritt à plusieurs reprises, Leo McCarey, Sidney Lumet, Van Heflin, Orson Welles, Henry Fonda, Marlon Brando et Anna Magnani, Joan Collins, Sean Connery, dans des adaptations de William Faulkner, Tennessee Williams, William Inge et souvent avec son compagnon Paul Newman.
En 1987, elle joue dans une adaptation de Tennessee Williams : La Ménagerie de verre avec John Malkovich. 

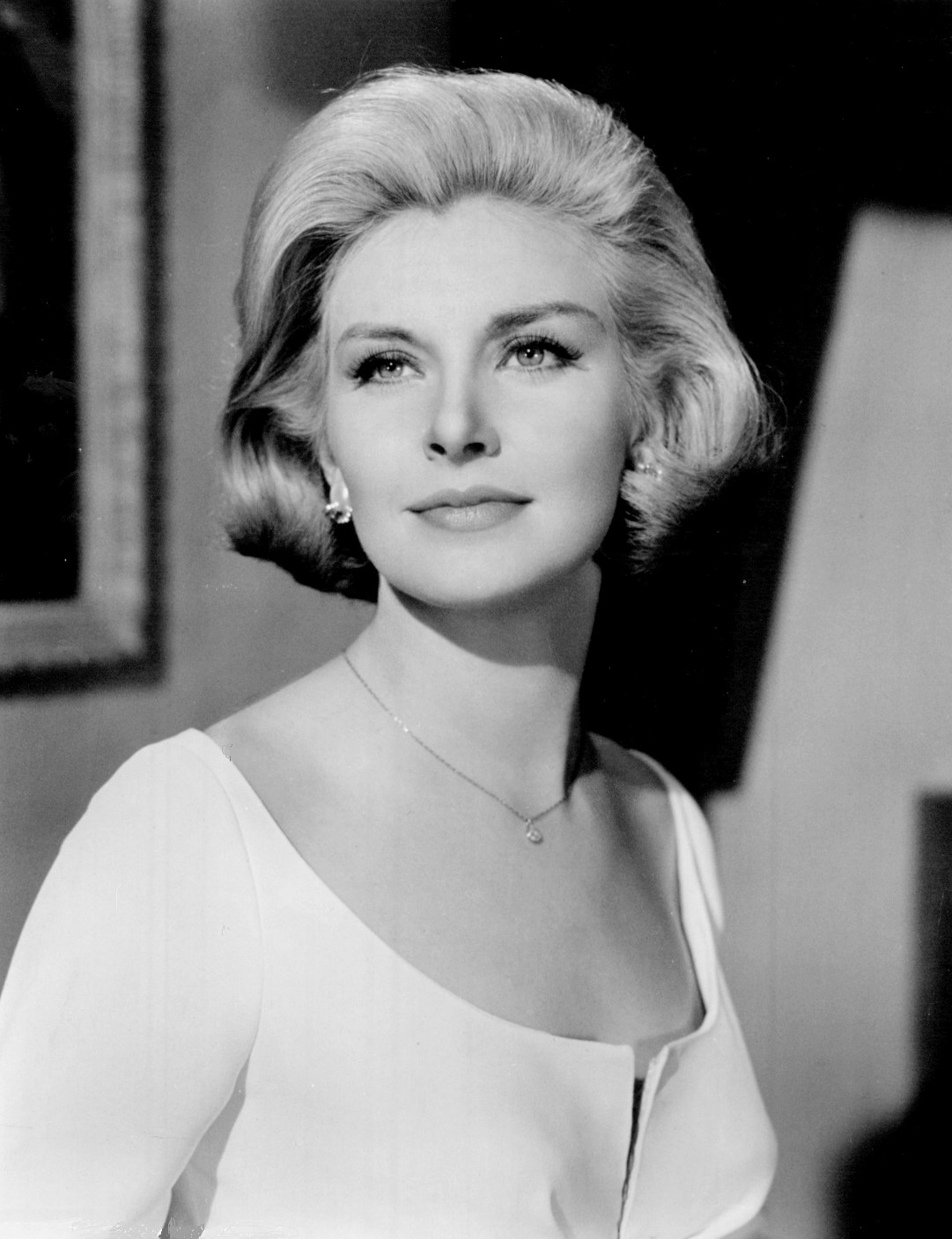
Joanne Woodward en 1971.

Joanne Woodward tourne dans les films réalisés par son mari, notamment dans Rachel, Rachel en 1968, drame avec lequel elle remporte le Golden Globe de la meilleure actrice et le prix de la Critique new-yorkaise.
En 1990, Joanne Woodward partage l’affiche avec Paul Newman du film Mr. & Mrs. Bridge de James Ivory.
Très active sur le petit écran depuis 1952, elle s'illustre en 1971 aux côtés de George C. Scott dans Le Rivage oublié. 
En 1976, elle donne la réplique à Brad Davis et Sally Field dans Sybil. 
Elle joue avec Burt Reynolds dans la comédie dramatique The End en 1978.
En 1980, elle est de nouveau dirigée par Newman à la télévision dans The Shadow Box avec Christopher Plummer. 
En 1982, elle apparaît dans Candida, adaptation télévisée de la pièce de George Bernard Shaw (avec la jeune Jane Curtin).
En 2005, elle rejoint le casting de la mini-série Empire Falls mis en scène par Fred Schepisi, avec Ed Harris, Philip Seymour Hoffman et Helen Hunt, qui lui vaut une nomination à l'Emmy Award du meilleur second rôle féminin.
Le 9 février 1960, Joanne Woodward est l'une des premières célébrités à recevoir une étoile sur le Hollywood Walk of Fame avec Olive Borden, Ronald Colman, Louise Fazenda, Preston Foster, Burt Lancaster, Edward Sedgwick et Ernest Torrence.

### Vie privée
Maîtresse de l'écrivain Gore Vidal, l'actrice a épousé son ami Paul Newman en 1958 au El Rancho Vegas. Ils ont eu trois filles : Nell Newman (en) (née en 1959), Melissa Newman (en) (née en 1961) et  Claire Olivia Newman (née en 1965). 
Ils ont fêté leurs cinquante ans de mariage en janvier 2008, huit mois avant la mort de l’acteur.

## Filmographie partielle

### Actrice

#### Cinéma
- 1955 : L'Étreinte du destin (Count Three and Pray) de George Sherman : Lissy
- 1956 : Baiser mortel (A Kiss before dying) de Gerd Oswald : Dorothy ('Dorie') Kingship
- 1957 : Les Trois Visages d'Ève (The Three Faces of Eve) de Nunnally Johnson : Eve White / Eve Black / Jane
- 1957 : Les Sensuels (No Down Payment) de Martin Ritt : Leola Boone

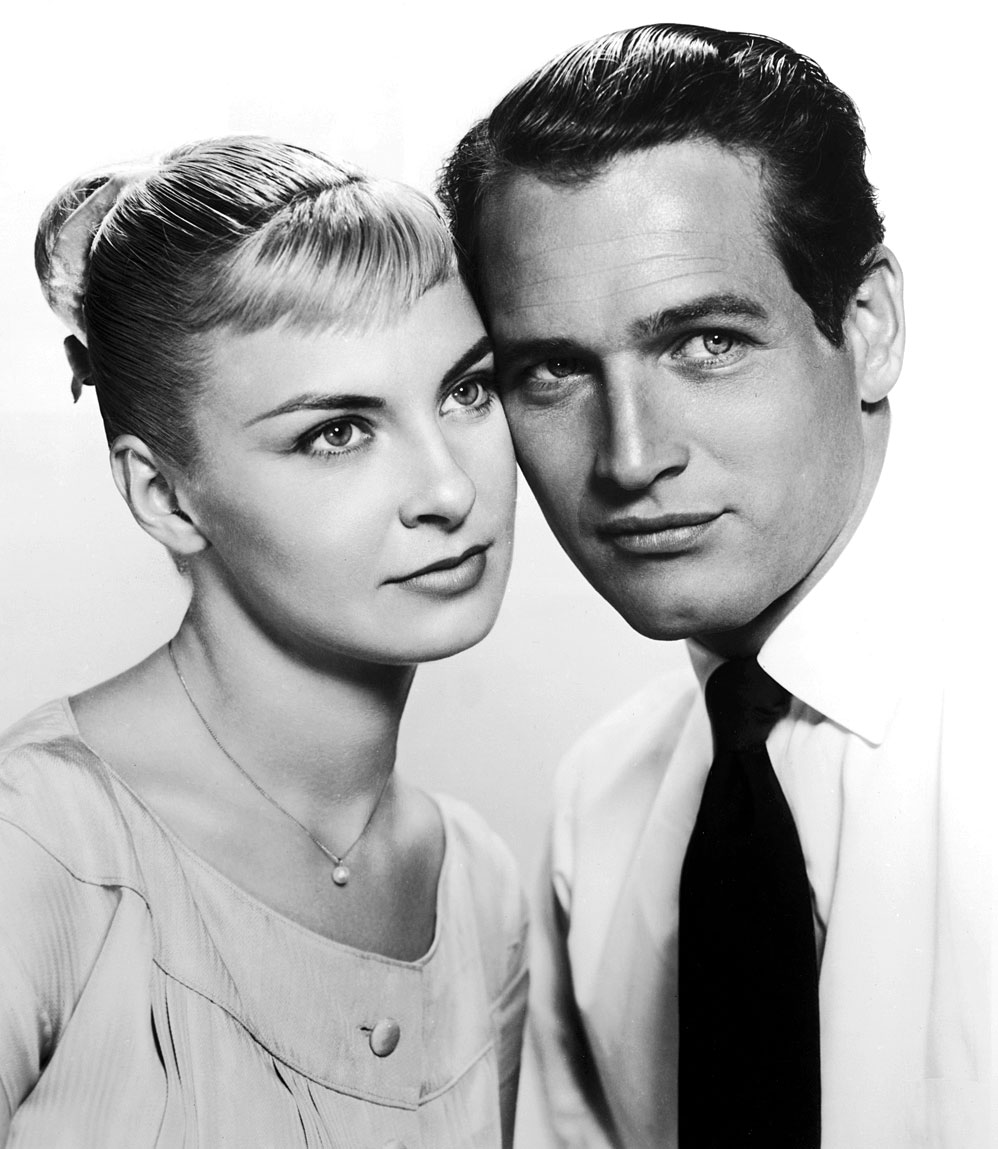
Joanne Woodward et Paul Newman dans Les Feux de l'été.

- 1958 : Les Feux de l'été (The Long, Hot Summer) de Martin Ritt : Clara Varner
- 1958 : La Brune brûlante (Rally 'Round the Flag, Boys!) de Leo McCarey : Grace Oglethorpe Bannerman
- 1959 : Le Bruit et la fureur (The Sound and the Fury) de Martin Ritt : Quentin Compson / le narrateur
- 1959 : L'Homme à la peau de serpent (The Fugitive Kind) de Sidney Lumet : Carol Cutrere
- 1960 : Du haut de la terrasse (From the Terrace) de Mark Robson : Mary St.John / Mrs. Alfred Eaton
- 1961 : Paris Blues de Martin Ritt : Lillian Corning
- 1963 : Les Loups et l'Agneau (The Stripper) de Franklin J. Schaffner : Lila Green
- 1963 : La Fille à la casquette (A New Kind of Love) de Melville Shavelson : Samantha Blake
- 1964 : Signpost to Murder de George Englund : Molly Thomas
- 1966 : Gros Coup à Dodge City (A Big Hand for the Little Lady) de Fielder Cook : Mary
- 1966 : L'Homme à la tête fêlée (A Fine Madness) d'Irvin Kershner : Rhoda Shillitoe
- 1968 : Rachel, Rachel de Paul Newman : Rachel Cameron
- 1969 : Virages (Winning) de James Goldstone : Elora Capua
- 1970 : King : De Montgomery à Memphis (documentaire) de Sidney Lumet et Joseph L. Mankiewicz : la narratrice
- 1970 : WUSA (WUSA) de Stuart Rosenberg : Geraldine
- 1971 : Le Rivage oublié (They Might Be Giants) d'Anthony Harvey : docteur Mildred Watson
- 1972 : De l'influence des rayons gamma sur le comportement des marguerites (The Effect of Gamma Rays on Man-in-the-Moon Marigolds) de Paul Newman : Beatrice
- 1973 : Summer Wishes, Winter Dreams de Gilbert Cates : Rita Walden
- 1975 : La Toile d'araignée (The Drowning Pool) de Stuart Rosenberg : Iris Devereaux
- 1983 : L'Affrontement (Harry and Son) de Paul Newman : Lilly
- 1984 : Sanford Meisner: The American Theatre's Best Kept Secret (en) - Film documentaire : elle-même
- 1987 : La Ménagerie de verre (The Glass Menagerie) de Paul Newman : Amanda Wingfield
- 1990 : Mr and Mrs Bridge de James Ivory : India Bridge
- 1993 : Le Temps de l'innocence (The Age of Innocence) de Martin Scorsese : la narratrice (voix)
- 1993 : Philadelphia de Jonathan Demme : Sarah Beckett

#### Télévision
- 1956 : Alfred Hitchcock présente, épisode 39 saison 1 Momentum de Robert Stevens (série télévisée) : Beth Paine
- 1971 : All the way home de Fred Coe - Film TV : Mary Follet
- 1976 : Sybil (TV) de Daniel Petrie : Dr Cornelia Wilbur
- 1977 : An All-Star Tribute to Elizabeth Taylor - Documentaire TV : elle-même
- 1977 : Come back, little Sheba de Silvio Narizzano - Film TV : Lola Delaney
- 1978 : A Salute to American Imagination - Documentaire TV : elle-même, les présentateurs
- 1978 : See How She Runs (en) de Richard T. Heffron - Film TV : Betty Quinn
- 1978 : A Christmas to Remember de George Englund - Film TV : Mildred McCloud
- 1979 : The Streets of L.A. de Jerrold Freedman - Film TV : Carol Schramm
- 1980 : L'Écrin de l'ombre (The Shadow Box) de Paul Newman - Film TV : Beverly
- 1981 : Crisis at Central High de Lamont Johnson - Film TV : Elizabeth Huckaby
- 1984 : TV's Funniest Gameshow Moments - Documentaire TV : elle-même
- 1985 : Do you remember Love de Jeff Bleckner - Film TV : Barbara Wyatt-Hollis
- 1991 : Miracle on 44th Street: A Portrait of the Actors Studio - Documentaire TV : elle-même
- 1993 : Edward R. Murrow: The Best of 'Person to Person' - Documentaire TV : elle-même
- 1993 : Blind Spot de Michael Toshiyuki Uno - Film TV : Nell Harrington
- 1993 : Liaisons étrangères (Foreign Affairs) de Jim O'Brien - Film TV : Vinnie Miner
- 1994 : Leçons de conduite (Breathing Lessons) de John Erman - Film TV : Maggie Moran
- 1996 : James Dean : A Portrait - Documentaire TV : elle-même
- 2005 : Empire Falls de Fred Schepisi - mini-série TV : Francine Whiting

### Productrice
- 2003 : Our Town - Film TV - Productrice exécutive

### Réalisatrice
- 1979 :  Family (Série télévisée) : épisode Thanksgiving
- 1982 : American Playhouse (Série télévisée) : épisode Come Along with Me

## Distinctions

### Oscar
- 1958 : Meilleure actrice pour Les Trois Visages d'Ève
- 1969 : Nomination Meilleure actrice pour Rachel, Rachel
- 1974 : Nomination Meilleure actrice pour Summer Wishes, Winter Dreams
- 1991 : Nomination Meilleure actrice pour Mr. & Mrs. Bridge

### Golden Globes
- 1969 : Meilleure actrice dans un film dramatique pour Rachel, Rachel
- 1973 : Nomination Meilleure actrice dans un film dramatique pour De l'influence des rayons gamma sur le comportement des marguerites : Emmys Awards
- 1974 : Nomination Meilleure actrice dans un film dramatique pour Summer Wishes, Winter Dreams
- 1991 : Nomination Meilleure actrice dans un film dramatique pour Mr. & Mrs. Bridge

### Emmy Award
- 2005 : Nomination Meilleur second rôle féminin dans une mini-série ou un film TV pour Empire Falls

### Festival de Cannes
- 1972 : Prix d'interprétation féminine pour De l'influence des rayons gamma sur le comportement des marguerites

### Festival de San Sebastián
- 1960 : Prix de la meilleure actrice pour L'Homme à la peau de serpent

### Hollywood Walk of Fame
Joanne Woodward  fut  la première à recevoir une étoile  sur le Walk of Fame le 9 février 1960.